# Piazza della Rotonda

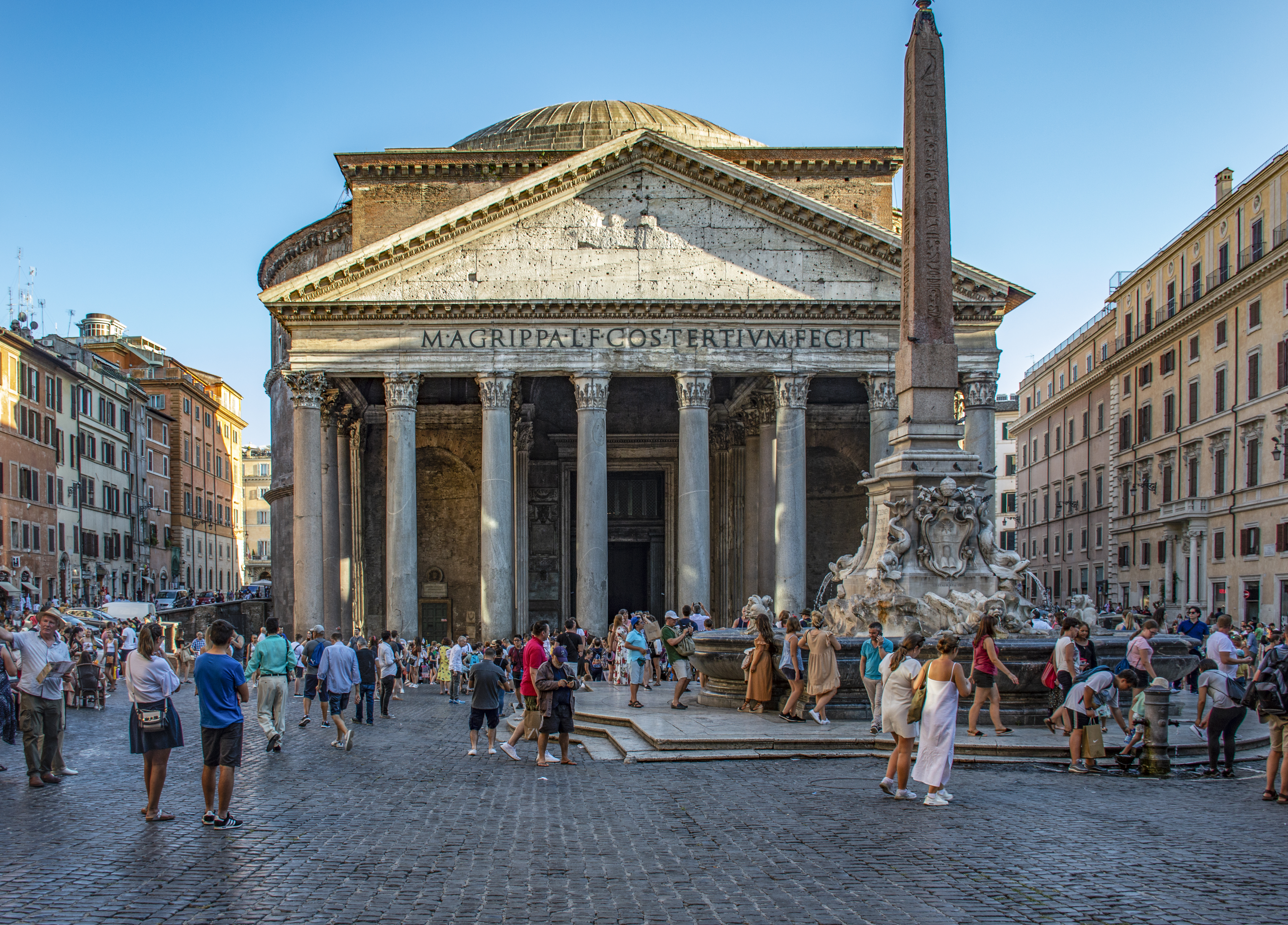
Piazza della Rotonda mit Pantheon

Nördlich des Pantheons liegt heute die Piazza della Rotonda mit dem dort aufgestellten ägyptischen Obelisken Obelisco Macuteo. Zu Zeiten Hadrians lag das Straßenniveau zwischen 1,50 und 2,50 m unter dem heutigen. Zum Nordeingang des Baus führte ein ungefähr 60 m × 120 m messender, mit Travertinplatten gepflasterter Platz, der im Westen, Norden und Osten von Säulenhallen rechtwinklig eingefasst war. Die Hallen wurden von Säulen aus grauem Granit getragen und fußten auf einer Reihe von fünf Stufen aus Marmor (Giallo antico). Der Pronaos des Pantheons wurde im Westen und im Osten durch je ein Brunnenbecken aus prokennesischem Marmor mit den Säulenhallen verbunden.
Aufgrund der mittelalterlichen Bebauung der Gegend nördlich des Pantheons sind die archäologischen Befunde zu dem gesamten Vorplatz recht spärlich. So bleiben beispielsweise die genaue Lage und das Aussehen der nördlichen Säulenhalle reine Spekulation, da hierzu keine Befunde existieren. Eine Struktur, die sich im Zentrum des Platzes befand, lässt sich heute nicht mehr klar identifizieren.